# Strobilanthes cusia
Espèce
Classification APG III (2009)
Strobilanthes cusia, ou indigo de l'Assam, est une espèce de plantes à fleurs de la famille des Acanthacées. C'est une plante herbacée originaire de l'Asie du Sud-Est dont les feuilles sont utilisées pour la préparation de la teinture d'indigo.

## Étymologie
Le botaniste allemand Nees, décrivit en 1832, la plante sous le nom de Goldfussia cusia (le basionyme). En 1891, un autre botaniste allemand Kuntze la reclassa dans le genre Strobilanthes.
Le nom de genre Strobilanthes s'analyse en grec ancien στρόβιλος, stróbilos, « qui tourne, qui tournoie, toupie. » et grec  άνθος, anthos « fleur ».

## Description
Strobilanthes cusia est une plante herbacée, érigée, de 50 à 150 cm de haut.

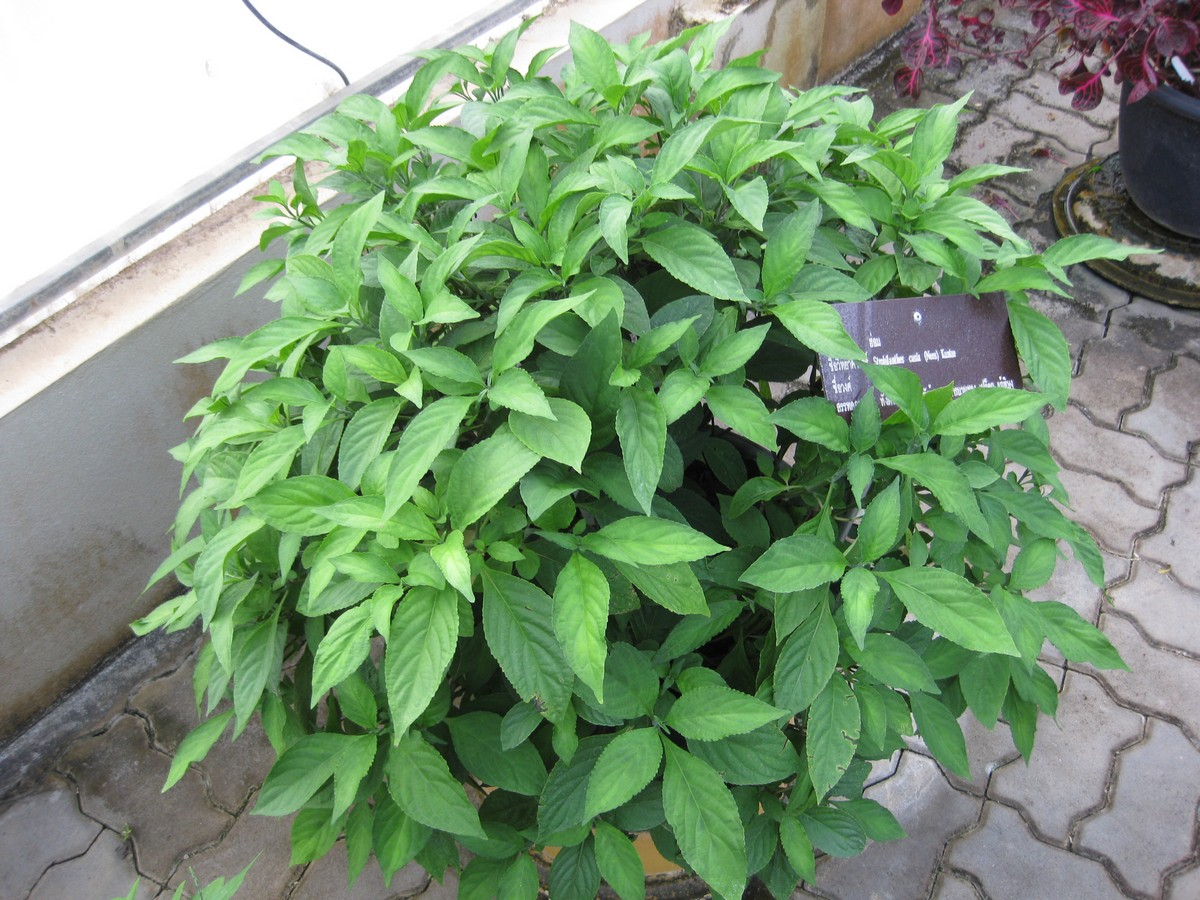
Indigo de l'Assam en pot, au Jardin botanique de la reine Sirikit, en Thaïlande.

Les feuilles, portées par un pétiole de 0,5 à 7 cm, sont composées d'un limbe elliptique à ovale, de 4-20 cm x 2-9 cm, glabre, à marge serretée.
Les inflorescences terminales ou axillaires sont des épis de 1 à 6 cm de long, souvent agrégés en panicules branchues, portant des bractées semblables à des feuilles.
La fleur comporte un calice accrescent, à 5 lobes (dont un lobe plus long), une corolle de couleur bleuté ou fuchsia (rose bleuté), de 3,5-5 cm, formée d'un tube à la base qui se courbe en s'élargissant jusqu'à 1,5 cm à l'ouverture, bordé de 5 lobes ovales, de 4 étamines (2 longues et  2 courtes) et d'un ovaire oblong.
Le fruit est une capsule, glabre, contenant 4 graines.

## Distribution
Strobilanthes cusia croit au nord-est de l'Inde, au Bhoutan, Bangladesh, en Thaïlande, Birmanie, au Laos, Vietnam, Malaisie et Chine du Sud-Ouest.
La plante est cultivée pour ses propriétés tinctoriales et médicinales, dans de nombreuses régions montagneuses d'Asie du Sud-Est, dans les provinces du sud-ouest de la Chine et dans l'Inde du Nord-Est.

## Synonymes
Suivant The Plant List, Strobilanthes cusia  a pour synonymes :
- Baphicacanthus cusia (Nees) Bremek.
- Dipteracanthus calycinus Champ.
- Goldfussia cusia Nees
- Ruellia indigofera Griff.
- Ruellia indigotica Fortune
- Strobilanthes balansae Lindau
- Strobilanthes championii T.Anderson ex Benth.
- Strobilanthes flaccidifolia Nees

## Utilisations
- Plante tinctoriale

L'indigo d'Assam (Strobilanthes cusia) est une plante à croissance rapide, cultivée pour la production de teinture d'indigo. La plante est récoltée annuellement avant la floraison. Parfois, les feuilles sont collectées directement sur les pieds sauvages. C'est une plante qui craint le froid et qui doit être cultivée en serre en Grande Bretagne.
La concentration en indigo est élevée, ce qui produit une teinture donnant des teintes noires.
C'est souvent la seule teinture naturelle utilisée par des populations vivant dans les régions reculées.  
Strobilanthes cusia été aussi cultivée à Taiwan et dans les îles Ryukyu, au sud du Japon, notamment à Okinawa, où on peut toujours l'observer.
Strobilanthes cusia est la plante tinctoriale la plus importante utilisée par diverses communautés de l'état de Manipur au nord-est de l'Inde (sur la frontière birmane). Cette plante tinctoriale (nommée kum en manipuri), est utilisée pour teindre le phanet, un pareo avec lequel les femmes manipuri s'entourent le corps de la taille aux pieds.
- Plante médicinale

Quelques composés bioactifs ont été isolés dans le Strobilanthes cusia : des triterpènes (lupéol, bétuline, lupénone), alcaloïdes indoliques (indigo, indirubine) et des alcaloïdes quinazoliniques (4(3H)-quinazolinone, 2,4(1H,3H)-quinazolinedion). L'indirubine a une activité anticancéreuse et  4(3H)-quinazolinone une activité hypotensive.
Les extraits à l'éthanol de feuilles ont une activité antibactérienne, antinociceptive, anti-inflammatoire et antipyrétique.